# Daniel av Kiev
Daniel av Kiev (Daniel av Galizien), född 1201, död 1264, var storfurst av Kiev (1239–1240) och kung av Rutenien (1253–1264). Han var Kievs monark vid tidpunkten för dess fall under mongolerna. Han var kung av Galizien–Volynien (1205–1255), furste av Peremysjl (1211), och Vladimir (1212–1231). Han var också den första som (nominellt) fick titeln kung av Rutenien (1253–1264). 
Han var son till storfurst Roman II av Kiev, monark av Galizien, och Anna av Bysans. Daniel tog år 1239 kontrollen över Kiev och blev därmed dess storfurste. Strax därefter anfölls dock staden av mongolerna. Efter häftig strid inne i staden erövrades och brändes Kiev den 6 december 1240. Året därpå ödelades också hela Galizien-Volynien då mongolerna passerade genom landet på sin färd mot Ungern.